# Aleksander Raczyński
Pour les articles homonymes, voir Raczyński.
Aleksander Raczyński, né en 1822 à Lemberg en Autriche-Hongrie) et décédé le 16 novembre 1889, est un artiste peintre polonais.

## Biographie
Il a étudié à l'académie des beaux-arts de Vienne, à l'académie des beaux-arts de Munich, ainsi qu'à l'école des beaux-arts de Paris.

## Galerie

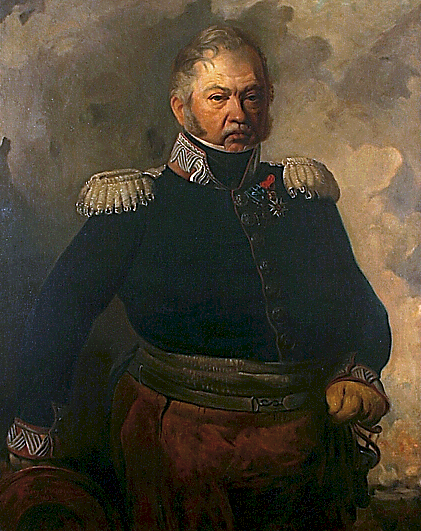
Józef Dwernicki (1856),
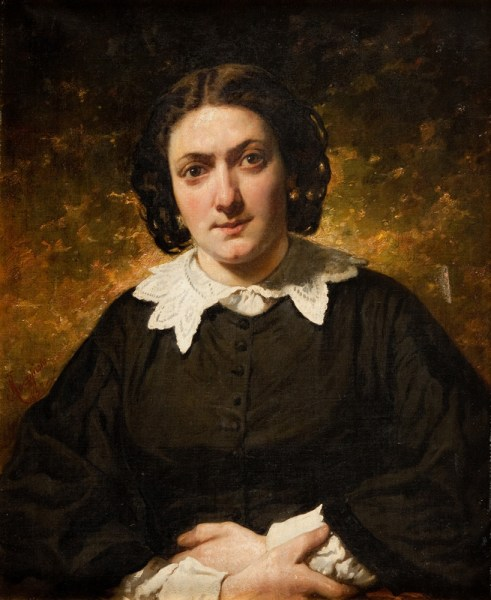
Portrait de femme (1857),
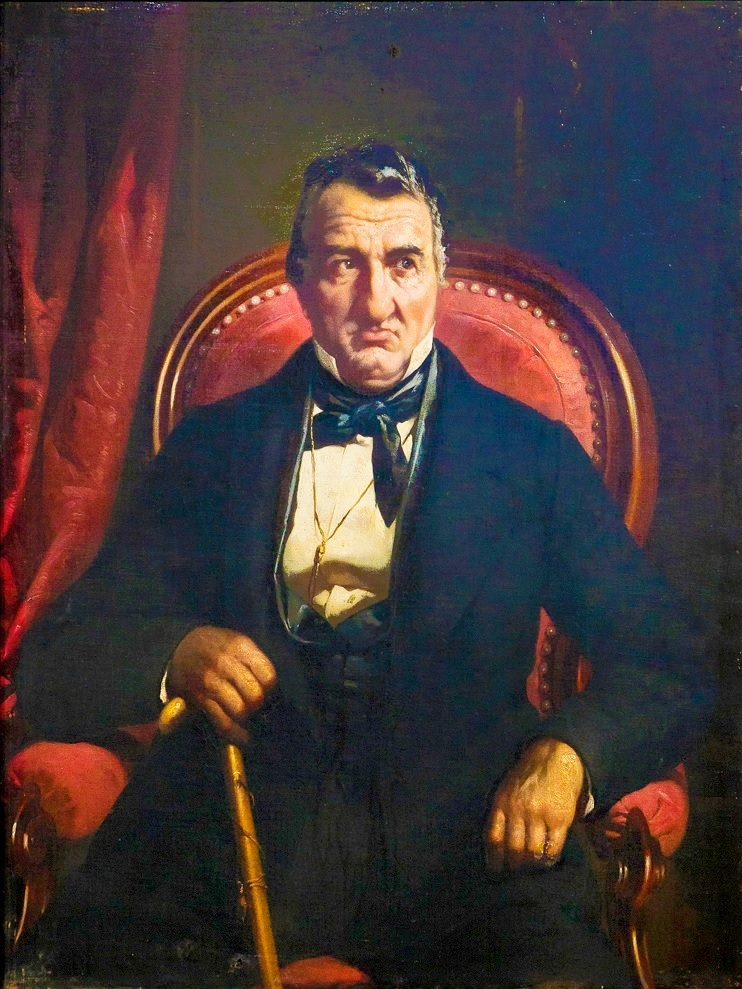
portrait de Stanislas Skarbek,
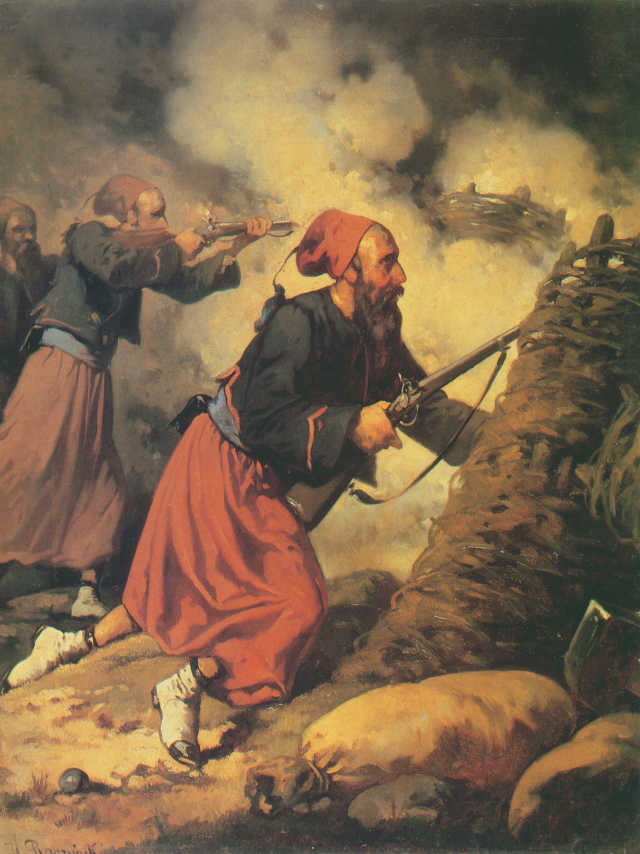
Zouaves durant la guerre de Crimée (1858).